# Gamarra (equitación)
Una gamarra es cualquiera de los varios diseños de aparejos que se utilizan en los caballos para controlar el porte de la cabeza. Las gamarras se pueden ver en una amplia variedad de disciplinas ecuestres. Las reglas para su uso varían ampliamente: en algunas disciplinas nunca se utilizan, otras los permiten para la enseñanza pero no en actuaciones evaluadas, y algunas organizaciones permiten ciertos diseños en competición.
Los dos tipos más comunes de gamarras, la fija y la móvil o de anillas, se utilizan para controlar la altura de la cabeza del caballo y evitar que éste la levante tanto que el cabalgador pierda el control sobre la velocidad, la dirección y la forma del cuerpo del caballo. Cuando la cabeza de un caballo supera una altura deseada, la gamarra ejerce presión sobre la cabeza, lo que hace que sea más difícil o imposible elevarla más.

## Etimología
La palabra castellana gamarra, devira del vasco gamarra.

## La media gamarra

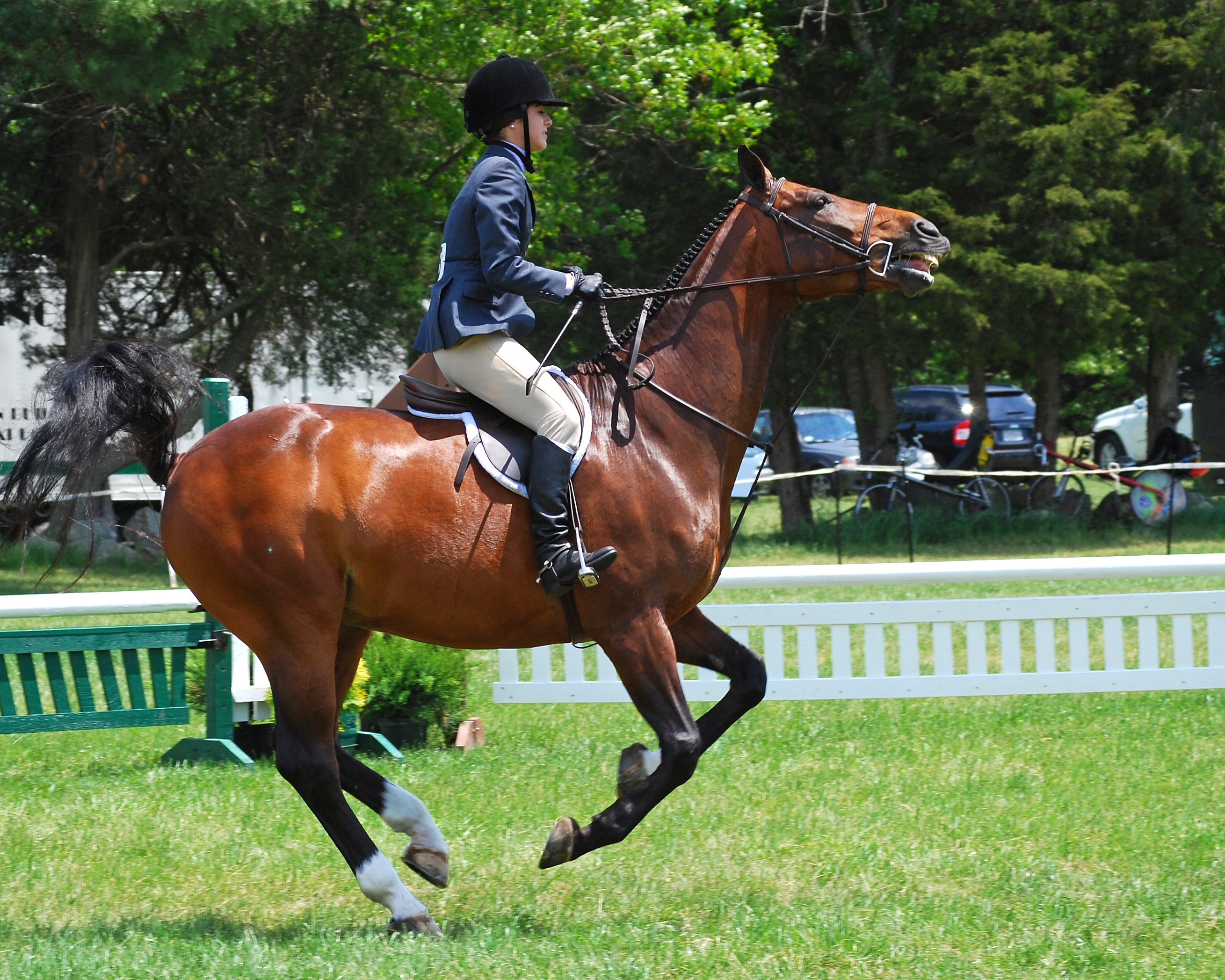
Uso de una gamarra.

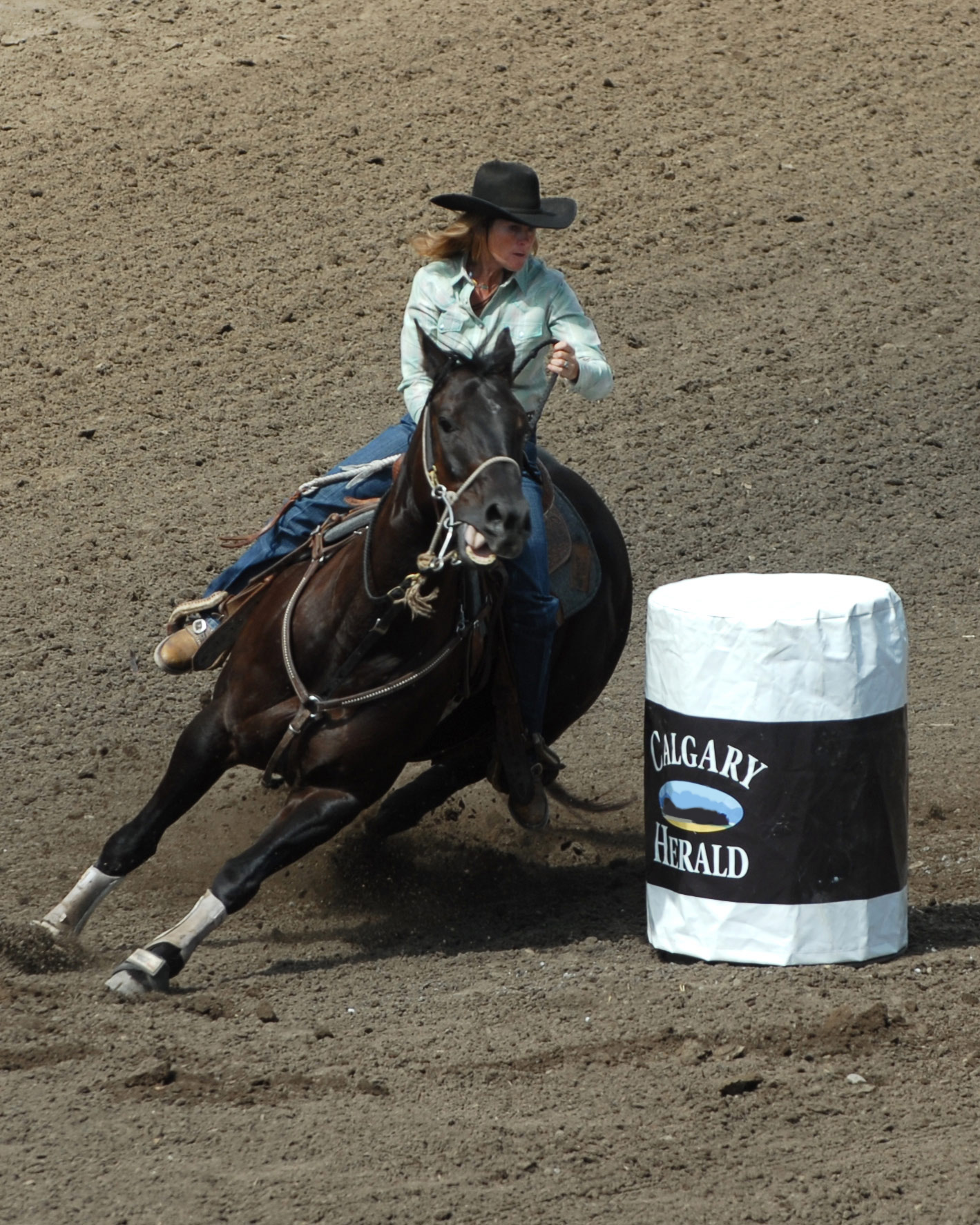
El amarre

La media gamarra  tiene una sola correa que se fija a la cincha, pasa entre las patas delanteras del caballo y se fija a la parte posterior de la muserola. Para evitar que se enganche con otros objetos, también dispone de una correa para el cuello. Una variación se fija a un petral en lugar de una correa para el cuello. Cuando esté correctamente ajustado para montar a la inglesa, debería ser posible empujar la correa de la gamarra hacia arriba para tocar el pestillo de la garganta del caballo.
Una variación de la media gamarra, se ve casi exclusivamente en las disciplinas de equitación occidental. Una media gamarra se ajusta mucho más corto que una gamarra fija y está destinada principalmente a evitar que el caballo levante la cabeza cuando se le pide que se detenga o gire abruptamente en eventos de velocidad. Los usuarios también afirman que le da al caballo algo en lo que apoyarse para mantener el equilibrio. Consiste en una correa ajustable, un extremo que se fija al pecho del caballo y el otro que se fija a una muserola en la brida. La muserola puede ser de cuero, pero también puede ser de cuerda de lazo, o incluso de cable cubierto de plástico, lo que puede hacer que el amarre occidental sea considerablemente más duro que la media gamarra vertical de estilo inglés. Está correctamente ajustado cuando no ejerce presión sobre la nariz del caballo cuando se mantiene en una posición normal, pero actuará inmediatamente si el caballo levanta la nariz más de unos centímetros.
Con ambos equipos, la correa se afloja cuando el caballo levanta la cabeza por encima del punto deseado y se ejerce presión sobre la nariz del equino.
La media gamarra es legal en competición para charros de exhibición y de equitación sobre vallas en los EE. UU., en competiciones de salto en el Reino Unido, y está permitida y es de uso común en la caza del zorro, el polocrosse, el horseball y el polo . También se ve en algunos caballos militares y policiales, en parte por estilo y tradición, pero también en caso de una emergencia que pueda requerir que el caballista manipule al caballo de manera brusca. No es legal para clases planas. La media gamarra se ve comúnmente en rodeos y eventos de velocidad como los juegos de gymkhana, pero no es legal en ninguna otra competencia de exhibición de caballos de estilo occidental.

### Seguridad y riesgos
La media gamarra es más restrictiva que la gamarra móvil porque no se puede aflojar en caso de emergencia. Un caballo que tropieza en una media gamara podría potencialmente caerse más fácilmente porque su rango de movimiento está restringido. Si un caballo se cae mientras lleva una media gamarra mal ajustada, el animal no puede extender el cuello por completo y tendrá más dificultades para volver a levantarse.
Debido al riesgo de lesiones en el cartílago de la nariz, la correa de la gamarra nunca se fija a una muserola caída . Debido al riesgo de lesiones en la nariz y la mandíbula, tampoco se debe colocar ningún tipo de muserola en forma de "8". Una media gamarra se puede fijar a la muserola (la correa superior, más pesada) de una muserola de flash, pero no a la correa inferior, "flash" o "caída".
Cualquier gamarra puede causar dolor al caballo si se utiliza incorrectamente en combinación con otros equipos. Si se utiliza junto con una mordaza, una gamarra fija puede atrapar la cabeza del caballo, pidiéndole simultáneamente que levante y baje la cabeza y sin proporcionar ninguna fuente de alivio en ninguna dirección. Esta combinación se ve a veces en el polo, en algunos eventos de rodeo y ocasionalmente en los niveles inferiores de salto.
El uso excesivo o incorrecto de una gamarra o martingala, en particular como medio para evitar que un caballo ladee la cabeza, puede provocar un desarrollo excesivo de los músculos de la parte inferior del cuello, lo que crea un cuello "al revés", el cual es indeseable ya que dificulta que el caballo trabaje correctamente bajo la silla de montar. También puede provocar que el caballo tense los músculos de la espalda y se mueva de forma incorrecta, especialmente al saltar vallas. Esto puede ejercer una presión excesiva sobre la columna vertebral del caballo, reducir la capacidad de absorción de impactos de la anatomía de la pata y, con el tiempo, provocar cojera. También existe el riesgo de accidentes: si un caballo está suficientemente "atrapado" por una combinación de una gamarra demasiado corta y un bocado demasiado duro, el caballo puede intentar encabritarse e, inhibido por la acción de la gamarra, caer, potencialmente lastimando tanto al caballo como al cabalgador.

## La gamarra de carreras y la gamarra alemana

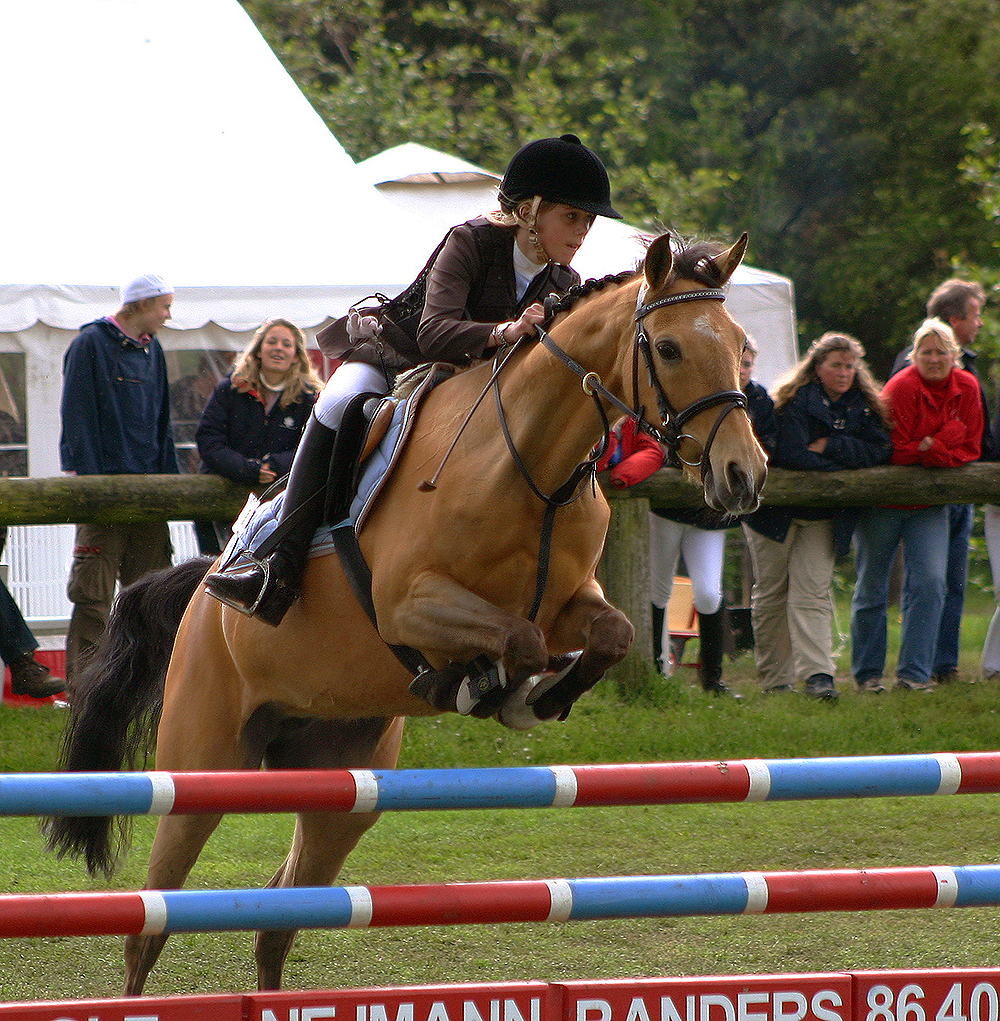
Gamarra corriente. Observe los anillos que rodean cada una de las riendas, y las riendas se detienen entre los anillos de la gamarra y los anillos del bocado.

La gamarra de carrera consiste en una correa que se fija a la cincha y pasa entre las patas delanteras del caballo antes de dividirse en dos piezas. Al final de cada una de estas correas hay un pequeño anillo metálico por donde pasan las riendas. Se mantiene en la posición correcta mediante una collera o un petral.
Una gamarra móvil se ajusta de modo que cada una de las "horquillas" tenga aproximadamente una pulgada de holgura cuando el caballo mantiene la cabeza en la posición normal. Cuando están correctamente ajustadas, las riendas forman una línea recta desde la mano del caballista hacia el anillo del bocado cuando la cabeza del caballo está a la altura correcta y la martingala móvil no está en efecto.
Cuando el caballo levanta la cabeza por encima del punto deseado, la martingala móvil añade palanca a través de las riendas al bocado en las barras de la boca del caballo. La palanca creada por esta presión anima al caballo a bajar la cabeza. Una gamarra móvil da más libertad al caballo que una gamarra fija, ya que el cabalgador puede liberar la presión tan pronto como se logra el resultado deseado. Además, si un caballo tropieza al aterrizar después de una valla, el charro puede aflojar las riendas y el caballo tendrá pleno uso de su cabeza y cuello.
Debido a este factor de seguridad, la gamarra móvil es el único estilo de gamarra permitido para su uso en competiciones de concurso completo y carreras de caballos . Algunos saltadores también prefieren la gamarra de carrera debido a la libertad adicional que proporciona. Las gamarras de carrera también se utilizan fuera del ámbito de competición en potros que se entrenan en la silla de montar, la monta occidental y muchas otras disciplinas.
La gamarra alemana, también llamada Market Harborough, consiste en una horquilla partida que nace del pecho, pasa por los anillos del bocado y se fija a los anillos de las riendas de la brida entre el bocado y la mano del cabalgador. Actúa de manera similar a una martingala móvil, pero con un apalancamiento adicional. No es legal para exhibiciones y se utiliza principalmente como ayuda para el entrenamiento. 

### Seguridad y riesgos
Una gamarra móvil se utiliza generalmente con topes de rienda, que son topes de goma o cuero que se deslizan sobre la rienda entre el bocado y el anillo de la gamarra. Son una característica de seguridad importante que evita que la gamarra se deslice demasiado hacia adelante y quede atrapada en el anillo del bocado o en las hebillas o pernos que sujetan las riendas al bocado. Las organizaciones sancionadoras exigen que se utilice una gamarra móvil junto con los topes de rienda si las riendas están abrochadas al bocado. 
La principal dificultad en el uso de una gamarra móvil es la incapacidad del caballo de levantar la cabeza en caso de que el animal corcovee . Si se ajusta demasiado corta, podría impedir el uso lateral de las riendas. Si se utiliza incorrectamente, la fuerza que ejerce la martingala móvil sobre la boca del caballo puede ser severa y por esta razón se prefiere la martingala fija en algunos círculos. El uso inadecuado incluye el uso de un bocado en las riendas; un ajuste demasiado corto, de modo que el equipo tira de la cabeza del caballo por debajo de la posición adecuada.

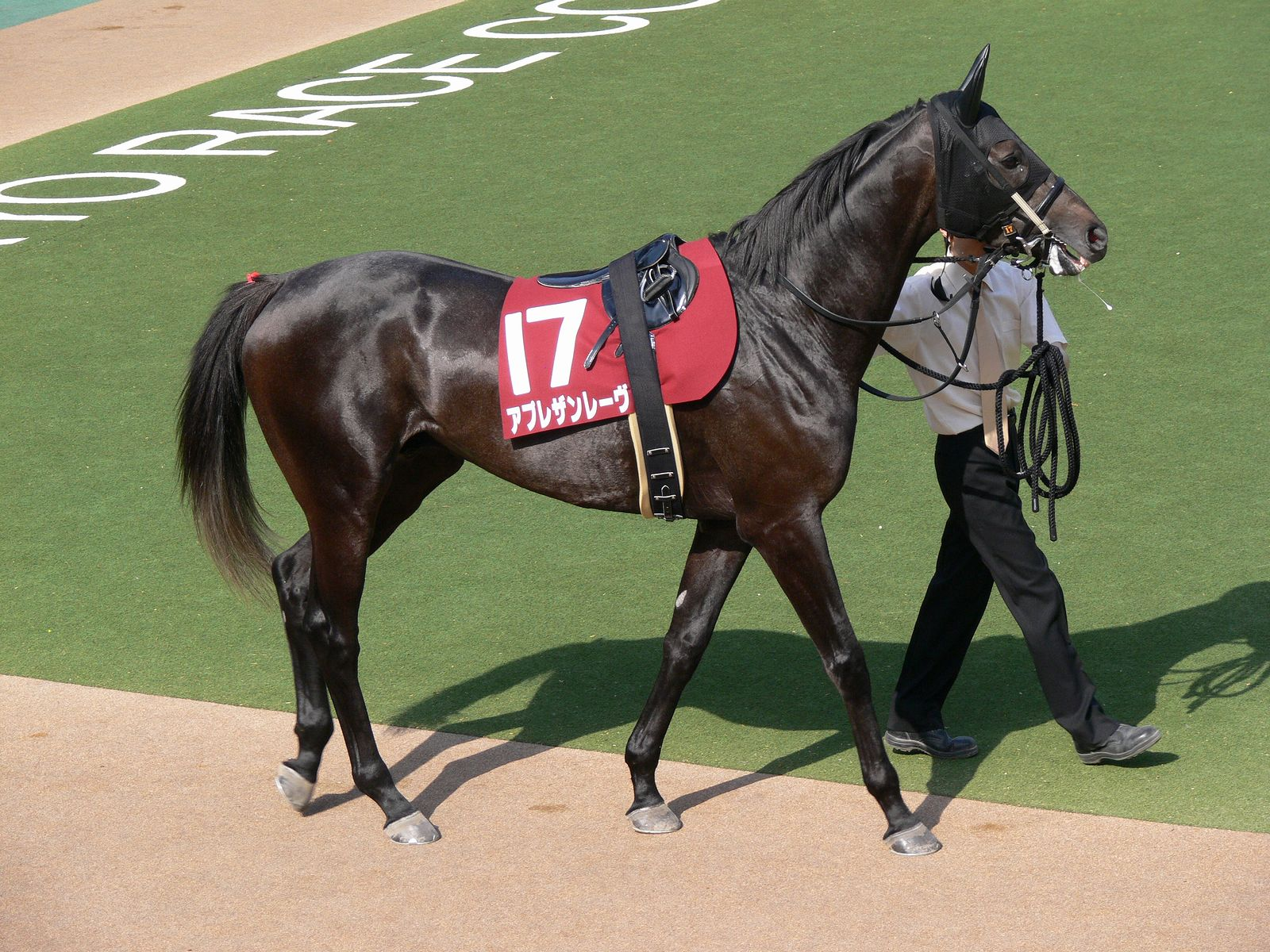
La gamarra irlandesa se une a las riendas, vista aquí en un caballo de carreras.

## La martingala irlandesa
La gamarra irlandesa no es una verdadera gamarra en el sentido de un dispositivo que afecta el control del cabalgador sobre el caballo. Por ello, a veces se le conoce como semigamarra. Es una correa corta y sencilla con un anillo en cada extremo. Las riendas pasan a través de un anillo en cada lado antes de abrocharse. El propósito de la gamarra irlandesa no es controlar la cabeza, sino evitar que las riendas pasen por encima de la cabeza del caballo, con riesgo de enredarse, en caso de que el caballista se caiga. Se utiliza principalmente en las carreras de caballos europeas.